# Кума (село, Японія)
32°15′10″ пн. ш. 130°39′5″ сх. д. / 32.25278° пн. ш. 130.65139° сх. д.
Кума (яп. 球磨村) — село в Японії, в префектурі Кумамото.